# オーモンド (競走馬)
オーモンド (Ormonde) は、イギリスの競走馬・種牡馬である。19世紀末に史上4頭目のイギリスクラシック三冠を達成し、16戦不敗の成績を残した名馬である。不遇の晩年を送り、種牡馬としても成功することはできなかった。代表産駒はオーム。

## 生涯
3代母ミスアグネスが産んだ2代母ポリーアグネスを生産者のサイク氏は気に入らず、牧夫に向かって
「こんな神経質で小柄なヤツはどうせ使い物にならないから、生かそうと殺そうと構わない。さっさと牧場から追い出してしまえ」
と命じた。牧夫は殺すのを惜しみ、息子の所に預ける事とした。
ポリーアグネスは2シーズン出走して3勝した後に、マカロニを配合して産まれたのが母リリーアグネスである。
リリーアグネスは、肉付きが悪く、後軀がみすぼらしかったものの、2-5歳時にイギリスで走り32戦してドンカスターカップなど長距離レースを含めて合計21勝した。
繁殖入り後、ドンカスターを付けるため、ウエストミンスター公爵の牧場にリリーアグネスを連れて行った所、リッチモンドという牧夫が惚れ込んで公爵に買うよう頼み、公爵は言葉を聞き入れたが、譲渡条件は現金2500ポンドと公爵所有馬のベンドアの種付け2頭分だった。
それが功を奏し、オーモンドのほかに1000ギニーに勝ったフェアウェルや、プリンスオブウェールズステークスのオソリー、1戦未勝利馬ながらセプターの母となったオナーメントがいる。
父ベンドアは初代ウェストミンスター公のもとエプソムダービーに勝った馬で、オーモンドはこの2頭の間に、母から見れば第3仔として生まれた。生まれた頃は馬格が小さく、膝が曲がっていた。その後も成長が遅れぎみであったが、2歳の春にかけて成長目覚しく、10月にニューマーケットでデビューするころにはすばらしい馬体に成長していた。また、父譲りで気性も穏やかで、花が好きだった。
初戦は1馬身差で勝ちデビュー戦を飾る。2戦目のクリテリオンステークスも楽勝。さらに2日後に行われたデューハーストステークスも獲得し2歳戦を終えた。

### 3歳時
翌シーズンの初戦は2000ギニーとなった。11対10という圧倒的一番人気に押されたミンティングが逃げたが、オーモンドはこれを並ぶまもなくかわすと2馬身差で1冠を獲得した。エプソムダービーはザバードが相手となったが1馬身半差で完勝した。ダービー後はロイヤルアスコット開催のセントジェームズパレスステークスとハードウィックステークスに出走し、連勝した。
秋はセントレジャーステークスから始動。セントミリンに4馬身の差をつけ勝利し史上4頭目のイギリスクラシック三冠を達成した。さらに2ヶ月の間にチャンピオンステークスを含む5戦全て勝利し、デビュー以来の連勝を13に伸ばしたところで休養に入った。

### 4歳時
このころオーモンドには異変が起きていた。既にセントレジャーの前には母のリリーアグネスが患っていた喘鳴症の兆候が現れていた。もっともこの時点では動きそのものに大きな問題は無く、ポーターは現役を続行させることを決めた。ロイヤルアスコットのルースメモリアルステークスに出走させ、25ポンドも斤量の軽いキルウォーリンに6馬身の差をつけて優勝した。この時ゴールしてから半時間も拍手が止まらなかったと伝えられている。
しかし喘鳴症は確実に悪化していた。ハードウィックステークスはミンティングとの再戦になりオーモンド生涯唯一の苦戦を経験する。2000ギニーでは破ったものの元々ミンティングはかなり強い馬で、オーモンドを避けて出走したパリ大賞を5馬身差で圧勝する実力の持ち主だった。レースはかなり激しいものになり、何とか首差で勝ったものの既に限界に達していた。インペリアルゴールドカップという短距離戦を引退レースとして16戦のうち一度も負けることなく引退した。

### 引退後
引退後のオーモンドは歴史的名馬にもかかわらず不遇の余生を送った。馬主の初代ウェストミンスター公爵ヒュー・グローヴナーはオーモンドに大きな愛着を持っていたものの、イギリスに喘鳴症を持ったオーモンドの遺伝子が広まることを危惧し、数年間供用した後アルゼンチンに12000ポンドで輸出した。アルゼンチンでは成功することができず、続いてアメリカ合衆国へ31250ポンドで転売された。アメリカではオーモンデイルを出したが病気のため産駒数が少なく（10年以上供用されたが産駒数は16頭）、1904年、ついに呼吸困難に陥り殺処分された。遺体は一度埋葬されたがその後掘り出され、骨格がロンドン自然史博物館に展示されている。生涯を通じて産駒数が少なかったため、その血を現在に伝えているのは、イギリスに残した少数の産駒のうちの1頭、オームの子孫に限られている。

## 成績

### 年別競走成績
- 1885年（3戦3勝） - デューハーストステークス
- 1886年（10戦10勝） - 2000ギニー、エプソムダービー、セントレジャーステークス、チャンピオンステークス、セントジェームズパレスステークス、ハードウィックステークス
- 1887年（3戦3勝） - ルースメモリアルステークス、ハードウィックステークス、インペリアルゴールドカップ

### 主な産駒
- オーム（デューハーストステークス、エクリプスステークス）
- オーモンデイル（wikidata）（フューチュリティステークス）

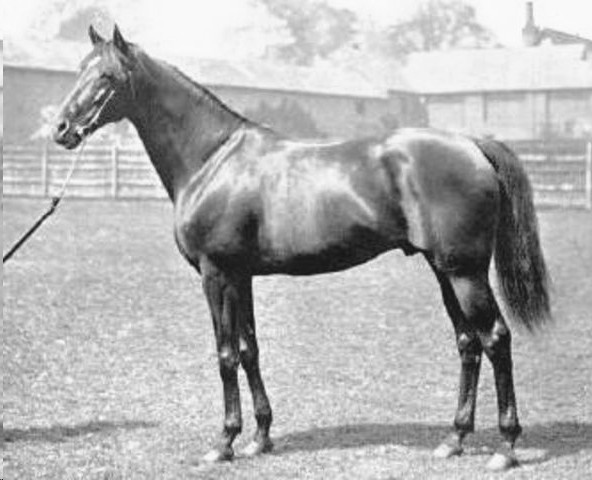
オーム
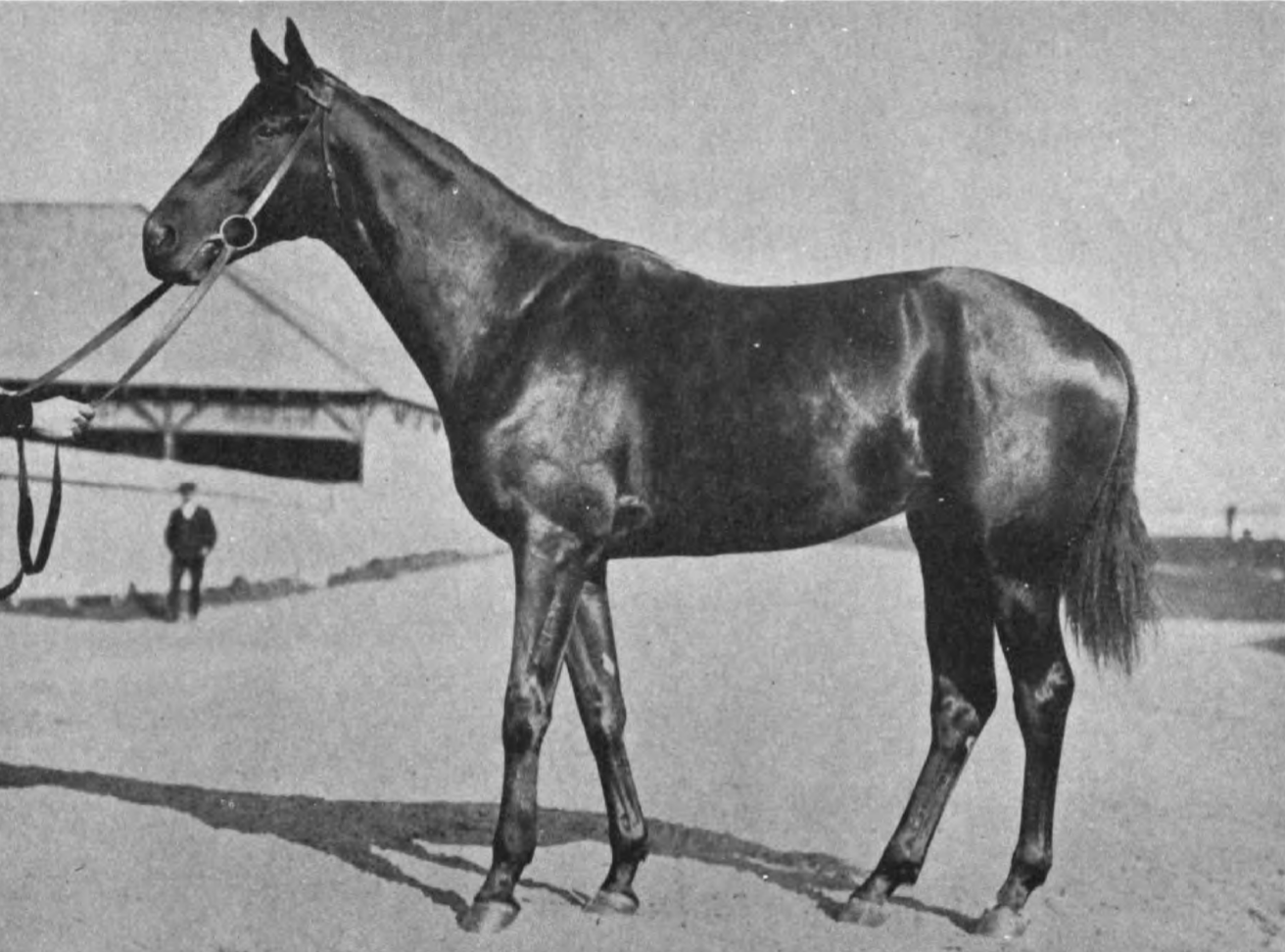
オーモンデイル

## 血統表
| オーモンドの血統        | オーモンドの血統                     | オーモンドの血統                     | （血統表の出典）                     | （血統表の出典） |
| 父系                    | エクリプス系                         | エクリプス系                         | エクリプス系                         | [ § 2 ]          |
| 父 Bend Or 1877 栗毛    | 父の父Doncaster 1870 栗毛            | Stockwell                            | The Baron                            | The Baron        |
| 父 Bend Or 1877 栗毛    | 父の父Doncaster 1870 栗毛            | Stockwell                            | Pocahontas                           |                  |
| 父 Bend Or 1877 栗毛    | 父の父Doncaster 1870 栗毛            | Marigold                             | Teddington                           | Teddington       |
| 父 Bend Or 1877 栗毛    | 父の父Doncaster 1870 栗毛            | Marigold                             | Ratan Mare                           |                  |
| 父 Bend Or 1877 栗毛    | 父の母Rouge Rose 1865 栗毛           | Thormanby                            | Windhound                            | Windhound        |
| 父 Bend Or 1877 栗毛    | 父の母Rouge Rose 1865 栗毛           | Thormanby                            | Alice Hawthorn                       |                  |
| 父 Bend Or 1877 栗毛    | 父の母Rouge Rose 1865 栗毛           | Ellen Horne                          | Redshank                             | Redshank         |
| 父 Bend Or 1877 栗毛    | 父の母Rouge Rose 1865 栗毛           | Ellen Horne                          | Delhi                                |                  |
| 母 Lily Agnes 1871 鹿毛 | 母の父Macaroni 1860 鹿毛             | Sweetmeat                            | Gladiator                            | Gladiator        |
| 母 Lily Agnes 1871 鹿毛 | 母の父Macaroni 1860 鹿毛             | Sweetmeat                            | Lollypop                             |                  |
| 母 Lily Agnes 1871 鹿毛 | 母の父Macaroni 1860 鹿毛             | Jocose                               | Pantaloon                            | Pantaloon        |
| 母 Lily Agnes 1871 鹿毛 | 母の父Macaroni 1860 鹿毛             | Jocose                               | Banter                               |                  |
| 母 Lily Agnes 1871 鹿毛 | 母の母Polly Agnes 1865 黒鹿毛        | The Cure                             | Physician                            | Physician        |
| 母 Lily Agnes 1871 鹿毛 | 母の母Polly Agnes 1865 黒鹿毛        | The Cure                             | Morsel                               |                  |
| 母 Lily Agnes 1871 鹿毛 | 母の母Polly Agnes 1865 黒鹿毛        | Miss Agnes                           | Birdcatcher                          | Birdcatcher      |
| 母 Lily Agnes 1871 鹿毛 | 母の母Polly Agnes 1865 黒鹿毛        | Miss Agnes                           | Agnes                                |                  |
| 母系(F-No.)             | 16号族(FN:16-h)                      | 16号族(FN:16-h)                      | 16号族(FN:16-h)                      | [ § 3 ]          |
| 5代内の近親交配         | Pantaloon: M4×S5, Birdcatcher: M4×S5 | Pantaloon: M4×S5, Birdcatcher: M4×S5 | Pantaloon: M4×S5, Birdcatcher: M4×S5 | [ § 4 ]          |
| 出典                    | 1. 2. 3. 4.                          | 1. 2. 3. 4.                          | 1. 2. 3. 4.                          | 1. 2. 3. 4.      |